# 大别山路
大别山路，安徽省合肥市蜀山区的一条东西向道路，得名自皖西、鄂东北、豫东南交界处的大别山。道路东起 合肥绕城高速西侧的铁笛路正接仰桥路，西至将军岭路。沿路有安徽省塑料协会、合肥市琥珀中学教育集团南岗校区、合肥八一学校、长安汽车合肥研究院等。

## 轨道交通
- █ 7号线：大别山路站（规划）